# За нами Москва
«За нами Москва» — радянський художній фільм 1967 року, знятий на кіностудії «Казахфільм». Героїчна кіноповість за мотивами книг і матеріалів Бауиржана Момишули.

## Сюжет
Фільм є героїчною кіноповістю за мотивами книг і матеріалів письменника-панфіловця Бауиржана Момишули. Зйомки фільму проходили в Підмосков'ї і під Білоруссю. Як матеріал для сценарію був використаний роман «За нами Москва» Бауиржана Момишули, написаний за його власними спогадами. Спочатку режисер Мажит Бегалін в основу своєї картини поклав твір Олександра Бека «Волоколамське шосе», але коли вже була відзнята значна частина фільму, деякі деталі не сподобалися самому Олександру Беку. Зйомку картини змушені були зупинити. «Не треба випинати героїзм інших народів, це війна між росіянами і німцями» — таким чином Бек пояснював причину свого невдоволення. Хоча всім було прекрасно зрозуміло, що в цій битві велика роль належить героям-казахам, тому що Панфіловська дивізія була сформована саме в місті Алма-Ата. Загалом фільм присвячений легендарній Панфіловській дивізії, яка боролася на Волоколамському напрямку під Москвою в 1941 році, що зупинила фашистів і перейшла в контрнаступ. В результаті Мажит Бегалін взявся за пошук виходу з цієї ситуації. За допомогою він звернувся до самого Бауиржана Момишули. Як матеріал для фільму знаменитий воєначальник надав свій роман.
Бауиржан Момишули брав участь в боях з вересня 1941 року в складі легендарної дивізії під командуванням генерал-майора І. Панфілова. Під час другого генерального наступу вермахту на Москву з 16 по 18 листопада 1941 року сформований підрозділ під керівництвом Момишули у відриві від дивізії героїчно боровся на Волоколамському шосе біля села Матроніно під Москвою. Вміле керівництво комбата дозволило на три дні затримати фашистів на цьому етапі. Після чого старший лейтенант Момишули вивів батальйон з оточення боєздатним. За проявлені мужність і героїзм у битві під Москвою в 1942 році Момишули був представлений до звання Героя Радянського Союзу, але воно було присвоєно йому лише 11 грудня 1990 посмертно.

## У ролях
- Всеволод Санаєв — генерал-майор Панфілов
- Каукен Кенжетаєв — ветеран війни
- Владлен Давидов — Костянтин Костянтинович Рокоссовський
- Асанбек Умуралієв — Баурджан Момиш-Улі, Герой Радянського Союзу, один з командирів Панфіловської дивізії
- Куатбай Абдреїмов — Рахімов, начальник штабу
- Анатолій Голик — лейтенант Брудний
- В'ячеслав Подвиг — Живоєв
- Михайло Селютин — Чижов
- Леонід Таганов — ординарець
- Молдагалі Омаров — епізод
- Олеся Іванова — дружина Івана, солдатка
- Руслан Ахметов — Шелашкуров
- Борис Бистров — хлопець в музеї
- Вадим Захарченко — генерал
- Олександр Лебедєв — кулеметник
- Садик Мухамеджанов — епізод
- Володимир Прохоров — Лобачов, член Військової ради
- Юрій Прокопович — епізод
- А. Ташева — епізод
- Гурген Тонунц — епізод
- Іван Шатило — епізод
- Віктор Уральський — Уваров
- Анатолій Чемодуров — полковник Желудков
- Сергій Юртайкин — боєць
- Іван Савкін — епізод
- Олег Мокшанцев — епізод
- Нуржуман Іхтимбаєв — епізод
- Світлана Кетлерова — епізод

## Знімальна група
- Режисери:  Мажит Бегалін
- Автор сценарію:  Василь Соловйов,  Мажит Бегалін
- Оператор:  Асхат Ашрапов
- Художники-постановники: Віктор Ледньов, Ідріс Карсакбаєв
- Композитор: Едуард Хагагортян
- Звукорежисер: Стефан Першин